# فن بلاد الرافدين

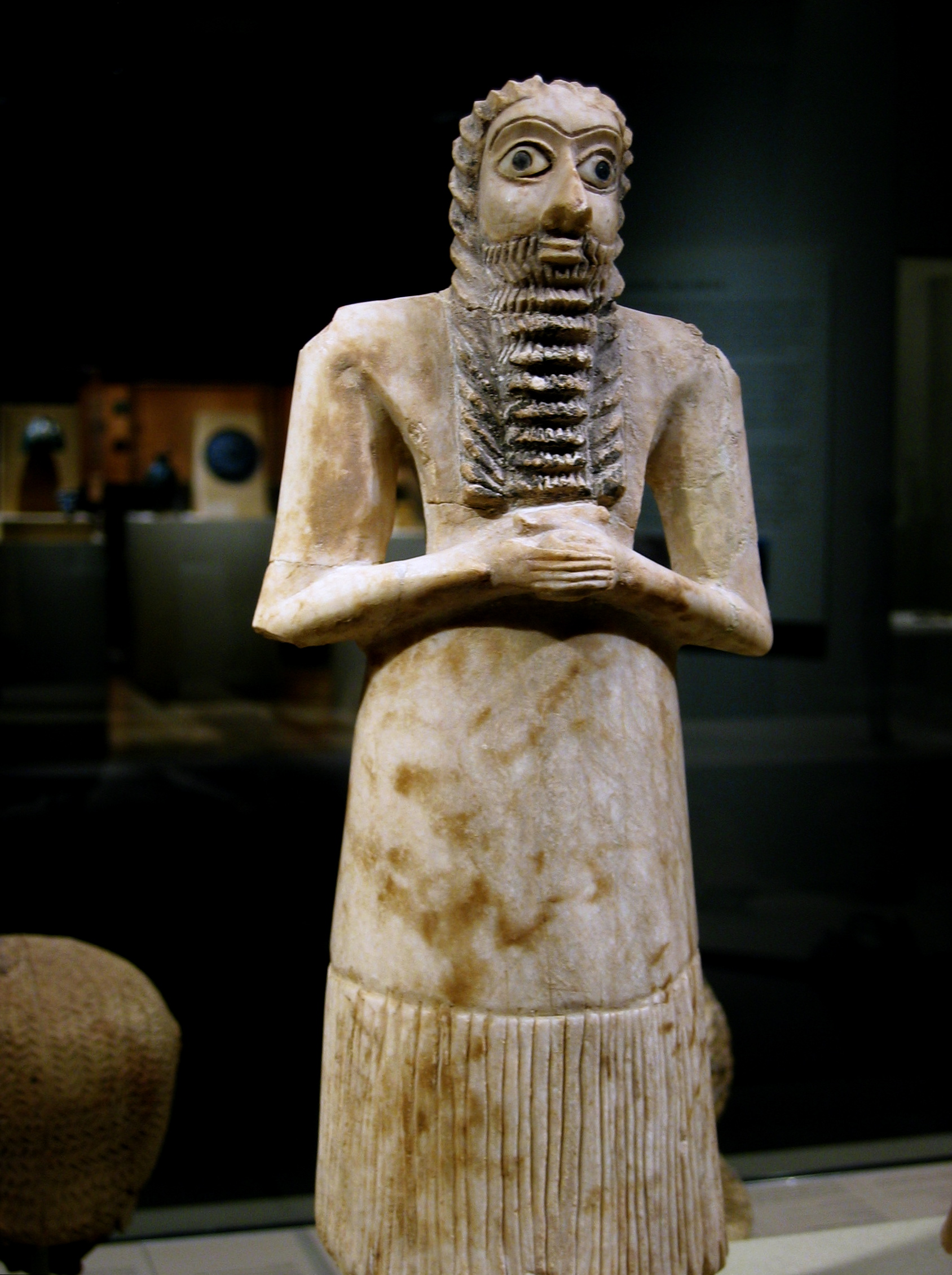
(كنز تل أسمر) تمثال المصلي، 2750-2600 ق.م

لوحة الحرب والسلم السومرية، 2600 ق.م، يصور رجال وحيوانات ومركبات حربية

لقد نجا فن بلاد ما بين النهرين في السجل الآثاري من مجتمعات الصيد والجمع الأوائل (الألفية العاشرة قبل الميلاد) إلى ثقافات العصر البرونزي للإمبراطوريات السومرية والأكدية والبابلية والآشورية. تم استبدال هذه الإمبراطوريات في وقت لاحق في العصر الحديدي بواسطة الإمبراطوريات الآشورية الجديدة والبابلية الجديدة. على نطاق واسع يعتبر مهد الحضارة، جلبت بلاد ما بين النهرين تطورات ثقافية ملحوظة جداً، بما في ذلك أقدم الأمثلة على الكتابة. تنافس فن بلاد ما بين النهرين الفن في مصر القديمة كأكبر وأفخم وأوسع تطور في غرب أوراسيا من الألف الرابع قبل الميلاد حتى احتلت الإمبراطورية الأخمينية الفارسية المنطقة في القرن السادس قبل الميلاد. كان التركيز الرئيسي على أشكال مختلفة ومتينة للغاية من النحت في الحجر والطين؛ نجت لوحة صغيرة، لكن يقترح إن هنالك بعض الاستثناءات، كانت اللوحة تستخدم بشكل أساسي في مخططات الزخارف الهندسية والنباتية، على الرغم من رسم معظم التماثيل. وقد نجت الأختام الأسطوانية بأعداد كبيرة، بما في ذلك العديد من المشاهد المعقدة والتفصيلية على الرغم من صغر حجمها.
نجا فن بلاد ما بين النهرين في عدة أشكال: الأختام الأسطوانية، والشخصيات الصغيرة نسبياً في الحلبات، والنقوش ذات الأحجام المختلفة، بما في ذلك اللوحات الرخيصة من الفخار المقولب للمنازل، وبعضها ديني وبعضها لا يبدو كذلك. تشمل الموضوعات المفضلة كالألهة، وحدها أومع المصلين، والحيوانات في عدة أنواع من المشاهد: تتكرر في صفوف، أو مفردة، أو تقاتل بعضها بعضاً، أو الحيوانات تقاتل البشر التي تواجهها بنفسها أو تحيط بها إنسانًا أو إلهاً أو شجرة الحياة.
كما توجد لوحات تذكارية حجرية، أو عروض نذرية، أوذبائح ربما تخلد الانتصارات وتظهر الأعياد، من المعابد، التي على النقيض من أكثر رسمية منها تفتقر إلى نقوش تشرحها، إن مسلة النسور المجزأة هي مثال مبكر للنوع المنقوش، والمسلة الآشورية السوداء لشلمنصر الثالث كبيرة ومحفوظة في وقت متأخر.

## فترة أوروك

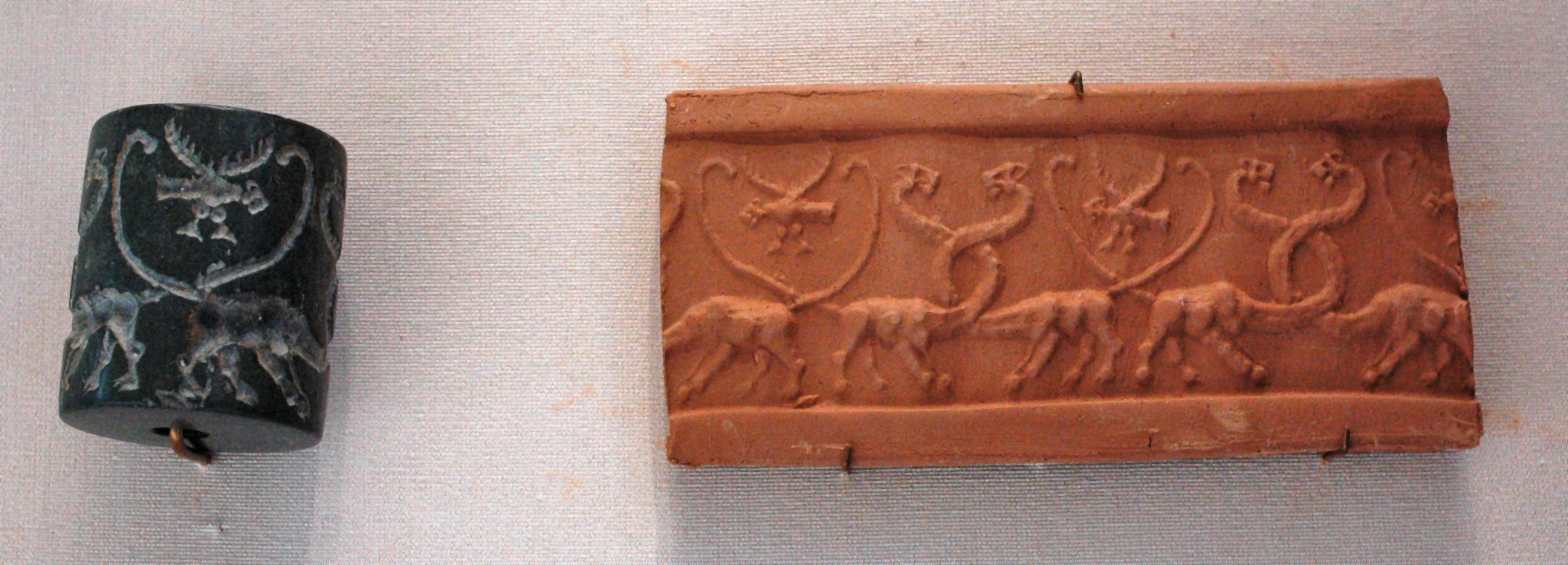
ختم الاسطوانة مع سيربوبارد 3000 قبل الميلاد، الوركاء

تعود فترة أوروك، والتي نالت إسمها من مدينة أوروك في جنوب بلاد ما بين النهرين، (حوالي 4000 إلى 3100 قبل الميلاد) من فترة العصر النحاسي في فجر التاريخ إلى العصر البرونزي المبكر، وأُتبع بعد ذلك بفترة العبيد التي نجحت بحوالي عصر جمدة نصر سنة 3100. -2900 قبل الميلاد. وشهدت ظهور الحياة الحضرية في بلاد ما بين النهرين، وبدايات الحضارة السومرية، وكذلك أول «عصر إبداعي كبير» للفن في بلاد ما بين النهرين. في وقت سابق بعض الشيء، شهدت مدينة تل براك الشمالية، اليوم في سوريا، التحضر، وتطور المعبد ذوالأهمية الإقليمية. وهذا ما يسمى معبد العين على اسم العديد من «أصنام العين»، في الواقع العروض النذرية، وجدت هناك، وهو نوع مميز لهذا الموقع. يظهر الحجر رأس تل براك، بارتفاع 7 بوصات، وجه مُبسط. رؤوس مماثلة في الجبس. ومن الواضح أنها كانت ملائمة للجثث التي لم تنجو، وربما من الخشب. مثل المعابد في الجنوب، تم تزيين معبد العين بفسيفساء مخروطية مصنوعة من اسطوانات طينية طولها أربع بوصات، بألوان مختلفة لخلق أنماط بسيطة.
الأعمال الهامة من المدن الجنوبية في سومر المناسبة هي إناء الوركاء وحوض الوركاء، مع مشاهد معقدة متعددة الوجوه من البشر والحيوانات، وقناع الوركاء. وهذا رأس أكثر واقعية من أمثلة تل براك، مثلها في قمة جسم خشبي. ما تبقى من هذا هو الإطار الأساسي فقط، الذي أضيفت إليه تطعيمات ملونة وشعر أوراق الذهب والطلاء والمجوهرات. ولبوة غوينول هو تمثال صغير قوي بشكل استثنائي للوحوش التي يرأسها الأسد، ربما منذ بداية الفترة التالية.
هناك عدد من الأواني الحجرية أو المرمرية منحوتة في بنقوش عميقة، وإفريز الحيوانات الحجرية، كلاهما مصممان للمعابد على حد سواء، حيث أحتفظ بالأواني كقرابين. فالأختام الأسطوانية معقدة بالفعل ونفذت بدقة شديدة، ويبدو إنها كانت تؤثر في الأعمال الكبيرة في وقت لاحق. الحيوانات الموضحة غالباً ما تمثل تماثيل للآلهة، وهي ميزة مستمرة أخرى لفن بلاد ما بين النهرين. شهدت نهاية الفترة، على الرغم من كونها فترة من التوسع الاقتصادي الكبير، انخفاضاً في نوعية الفن، ربما مع تجاوز الطلب المعروض من الفنانين.

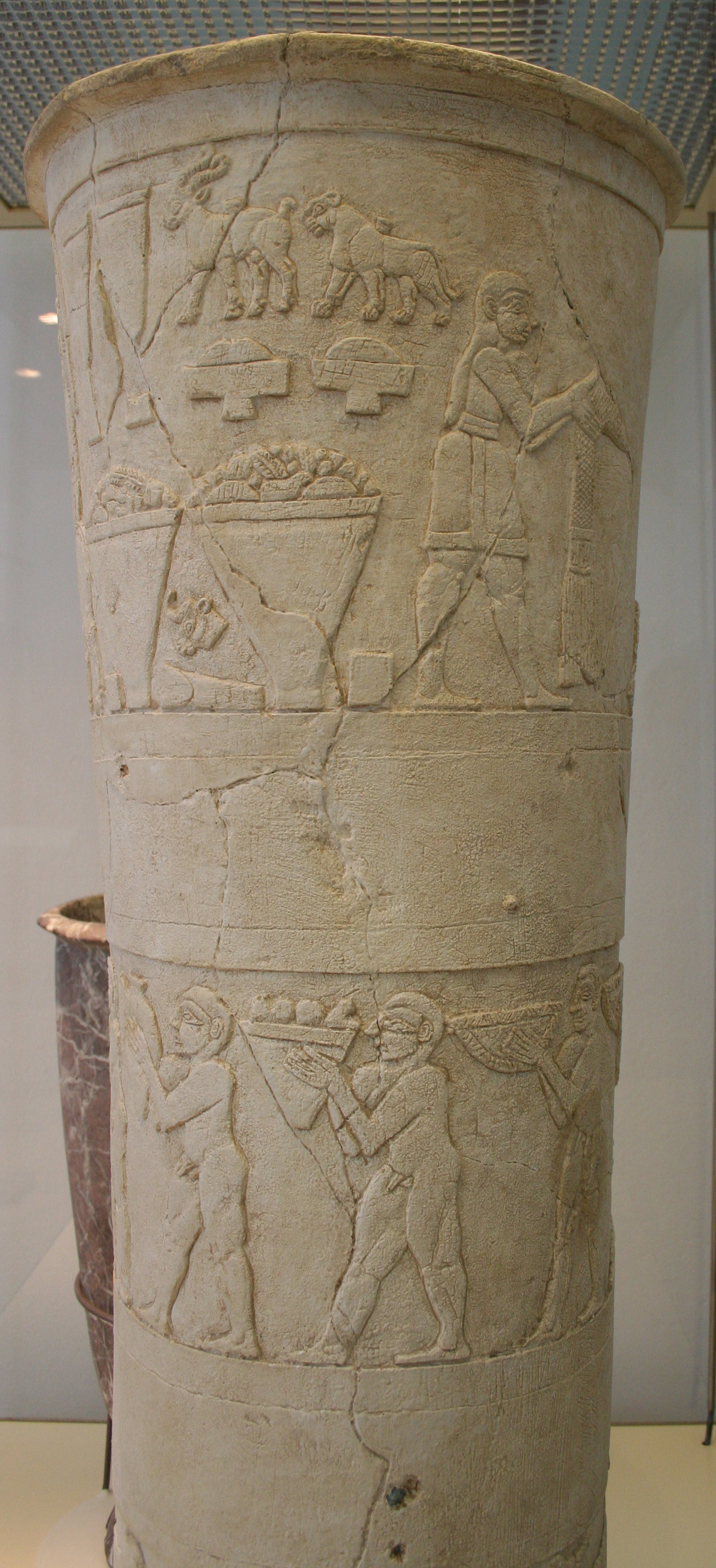
إناء الوركاء
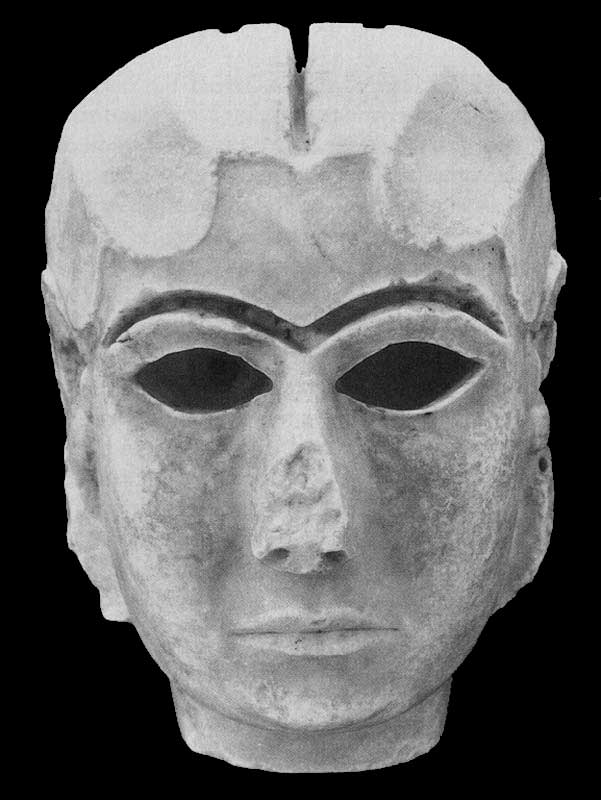
قناع الوركاء
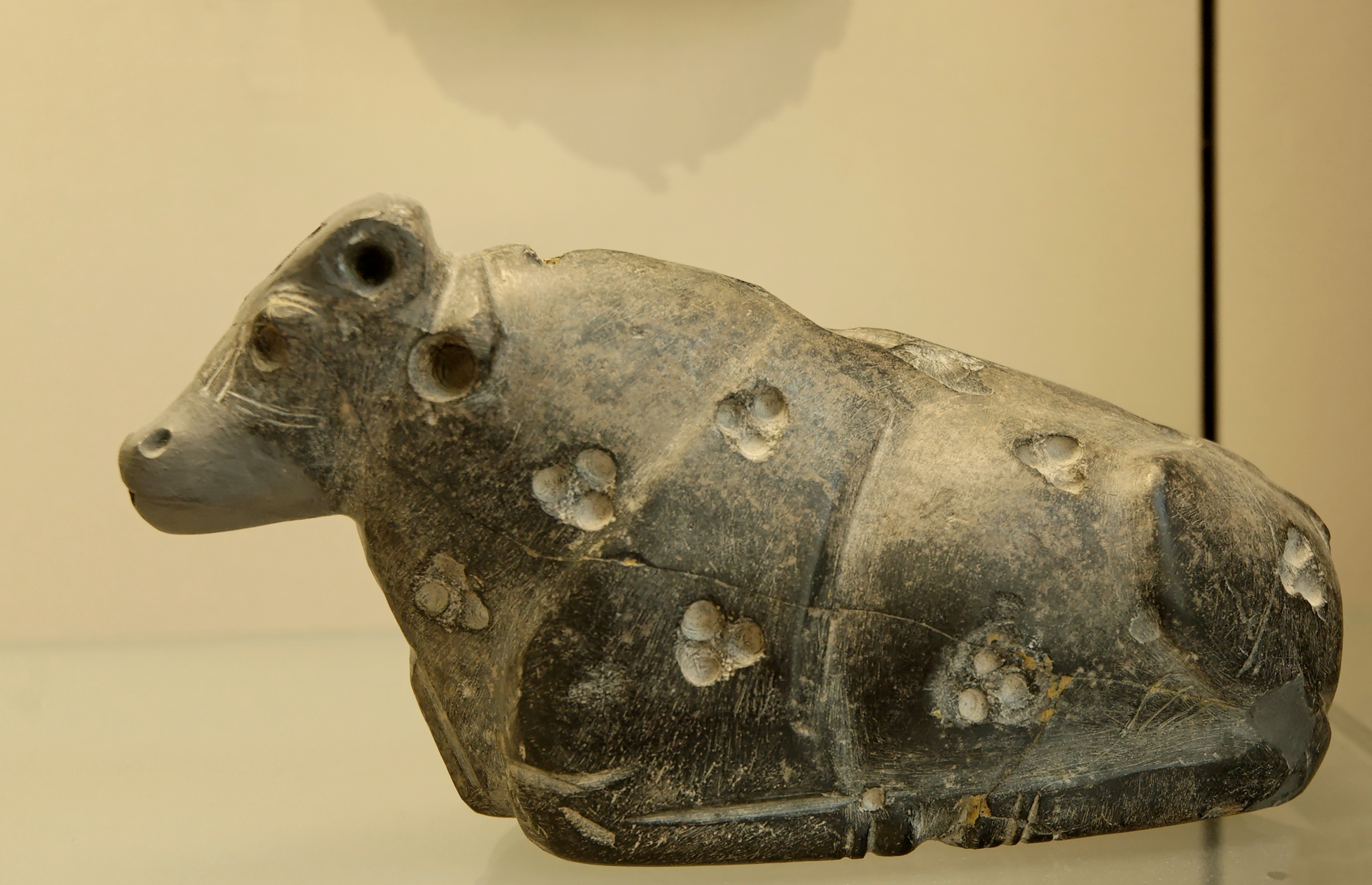
ثور جيري, أوروك حوالي 3000 ق.م
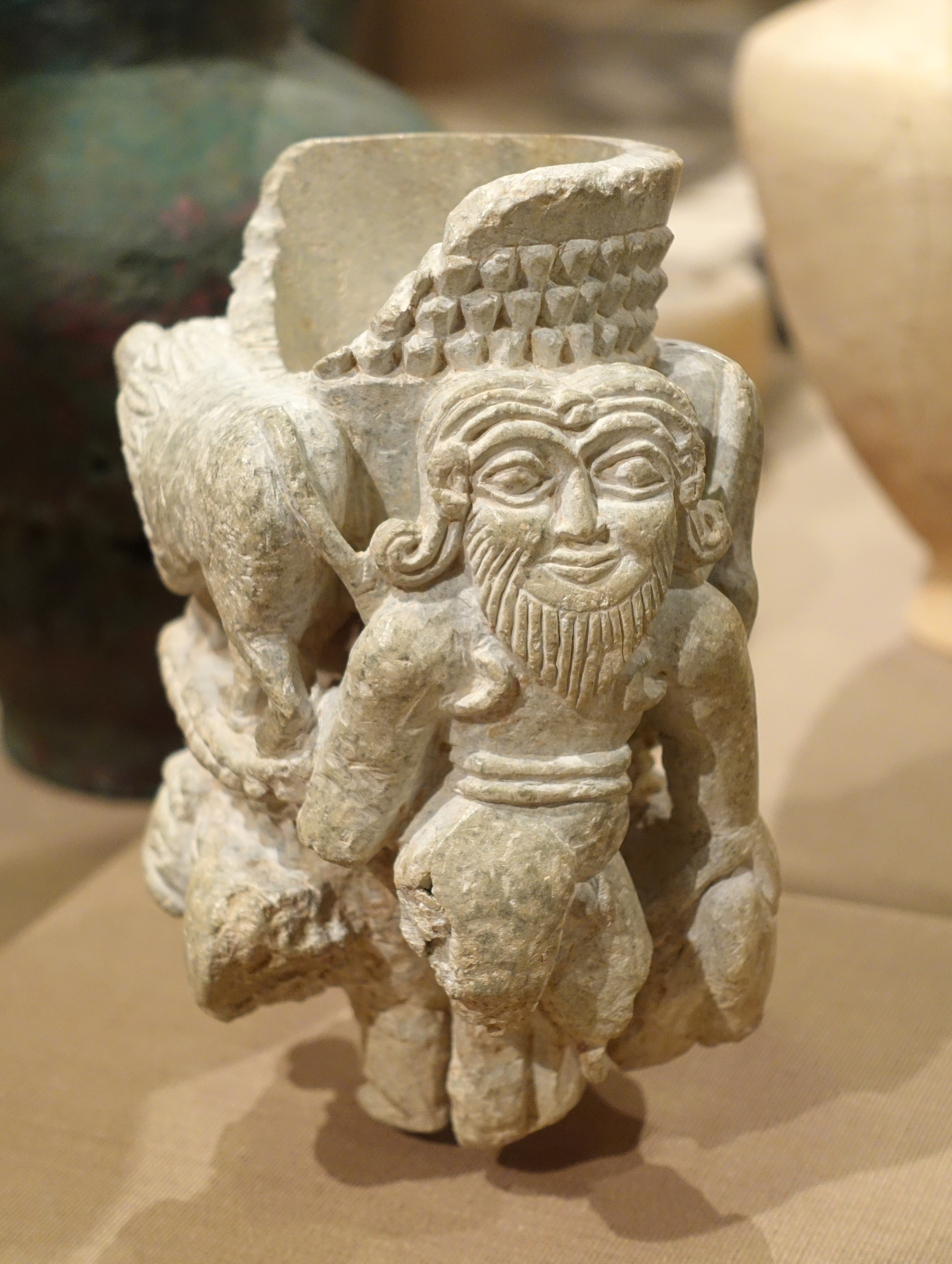
كأس يظهر بطل وثيران وأسود، من تل أغرب، في نهاية الفترة
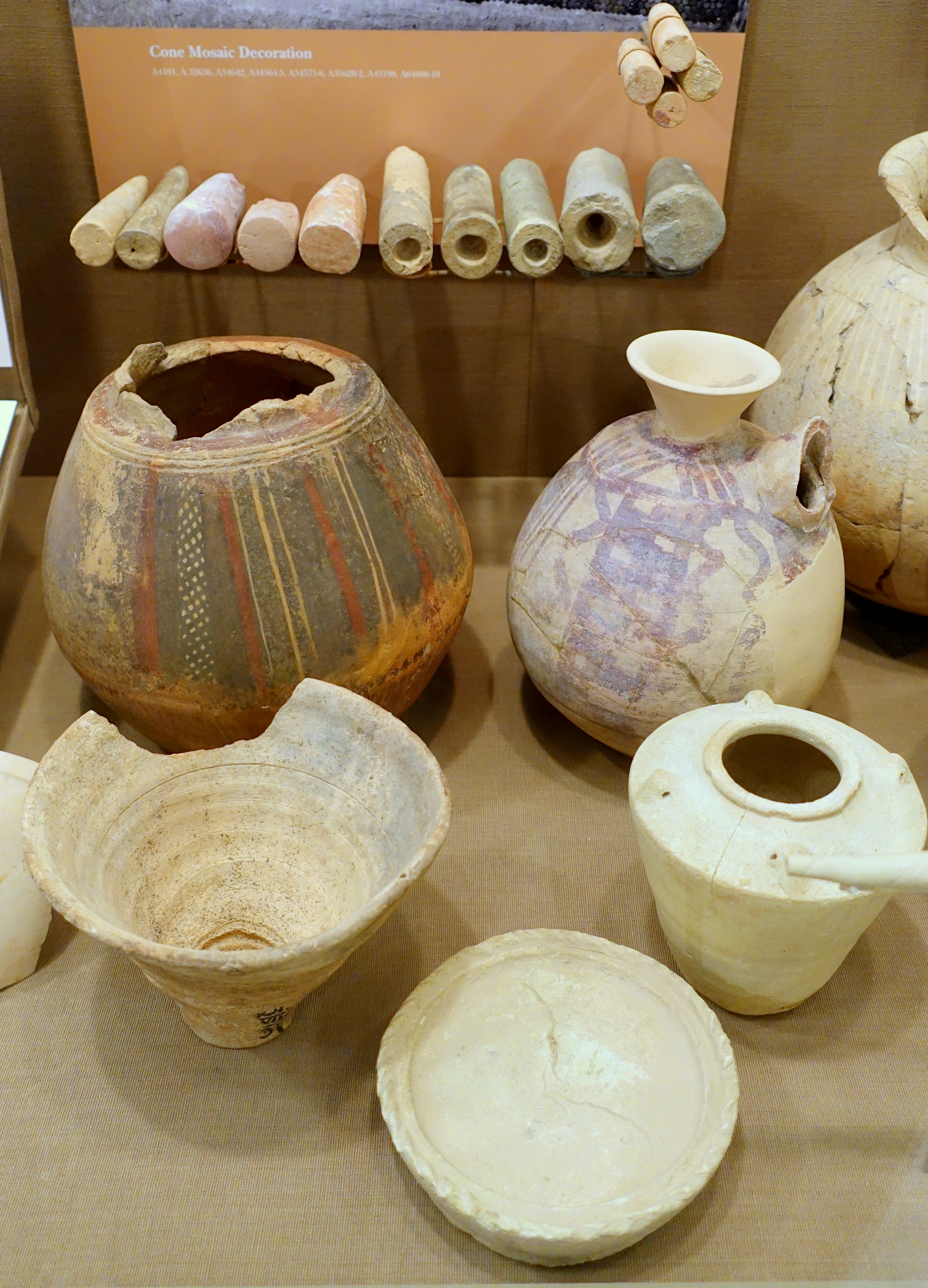
قطع فخارية وفسيفساء مخروطية
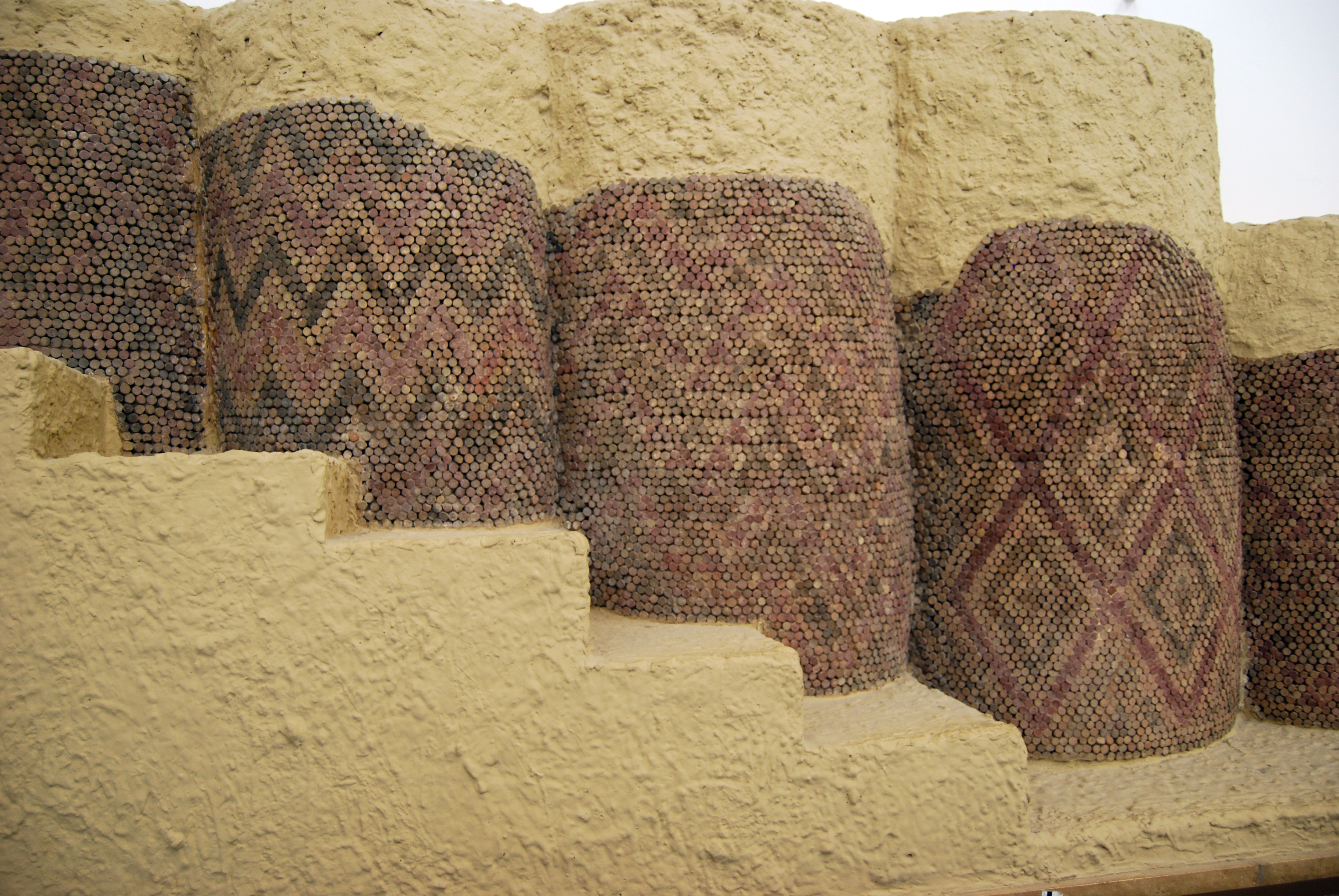
قسم أعيد بناؤه من فسيفساء مخروطية من معبد إنانا.

## عصر فجر السلالات

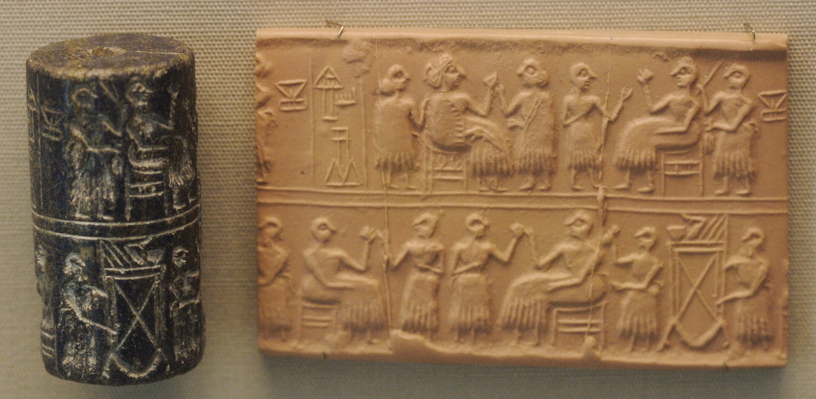
ختم إسطواني مع طبعة مشهد مأدبة، أور، حوالي 2600 ق.م

يعود تاريخ عصر فجر السلالات بشكل رئيسي إلى 2900-2350 قبل الميلاد. مع استمرار العديد من النزعات السابقة، والتي يتميز فنها بالتشديد على رموز المصلين والكهنة الذين يقدمون القرابين، والمشاهد الاجتماعية للعبادة والحرب والحياة القضائية. النحاس يصبح مادة هامة للنحت، على الرغم من إن معظم الأعمال تمت إعادة تدويرها لاحقاً لتعدينها. قليل إن كانت هناك منحوتات نحاسية كبيرة مثل أسكفية تل العبيد النحاسية، التي يبلغ عرضها 2.59 متر وارتفاعها 1.07 متر.
كما عُثِر على العديد من الروائع في المقبرة الملكية في أور (حوالي 2650 قبل الميلاد)، بما في ذلك شخصيتين هما كبش في دغل، والثور النحاسي ورأس الثور على أحد قيثارات أور. إن ما يسمى بـ لوحة الحرب والسلم السومرية، وهوفي الواقع صندوق مطعمة أو مجموعة من الألواح غير المؤكدة، مطعمة بدقة بتصاميم مجزأة جزئياً.
مجموعة من 12 تمثال للمعبد تُعرف باسم «ذخيرة تل أسمر»، تنقسم إلى ظهور آلهة وكهنة ومصلين من مختلف الأحجام، ولكن جميعها بنفس الأسلوب المبسط للغاية. جميعهم بعيون كبيرة مرصعة، لكن أطول شخصية، وهي الصورة الرئيسية للعبادة التي تصور الإله المحلي، لديها أعين هائلة تمنحها «قوة شرسة». في وقت لاحق من هذه الفترة تم استبدال هذا النمط الهندسي بواحد متناقض بقوة يعطي «عرضاً تفصيلياً للخصائص المادية للموضوع»؛ «بدلاً من التباين الحاد، الجماهير المفصلية بوضوح، نرى تحولات سلسة وأسطح معدلة بلا حدود».

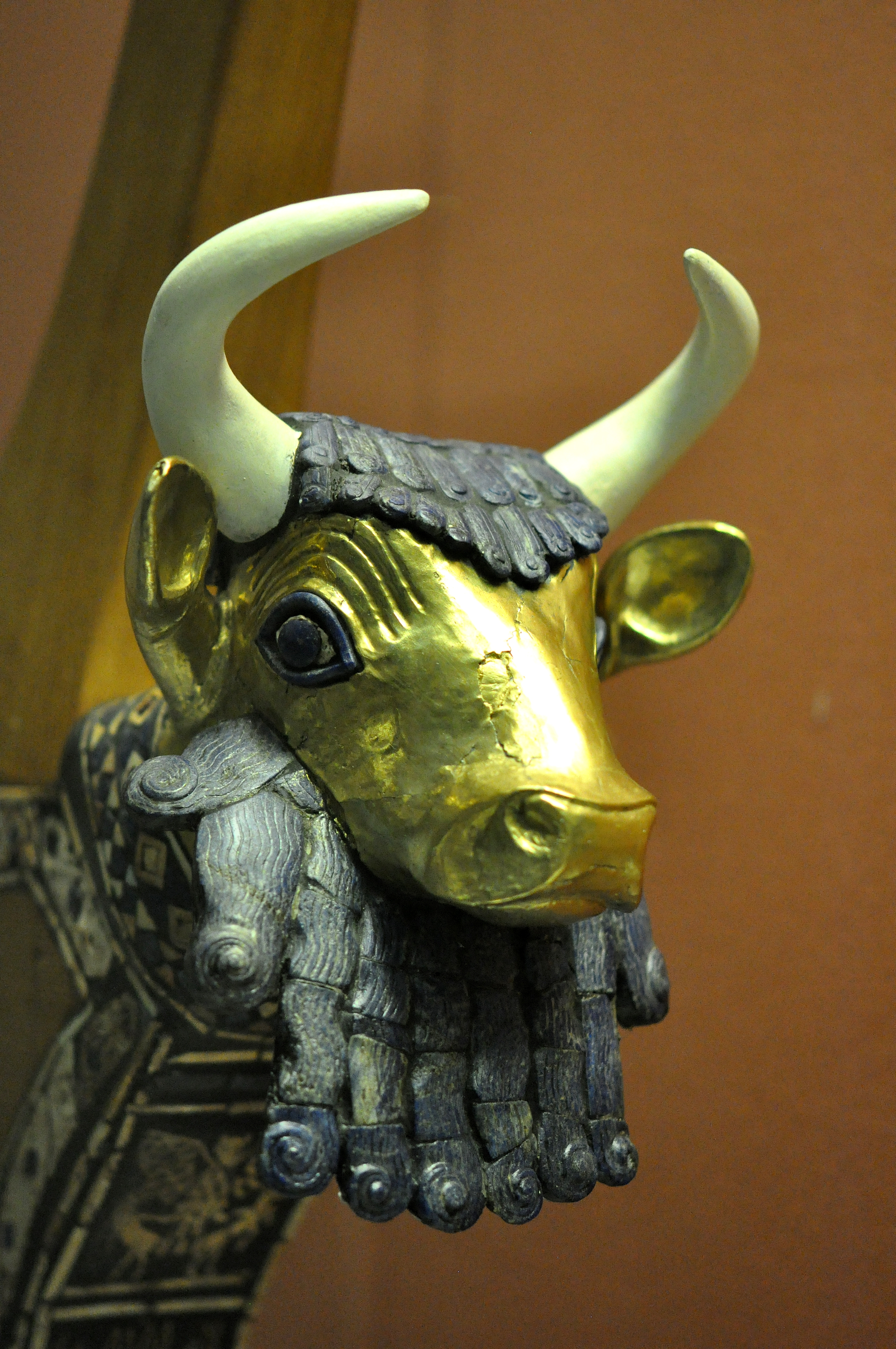
رأس الثور من قيثارة الملكة من قبر بوباي، أور، حوالي 2600 ق.م
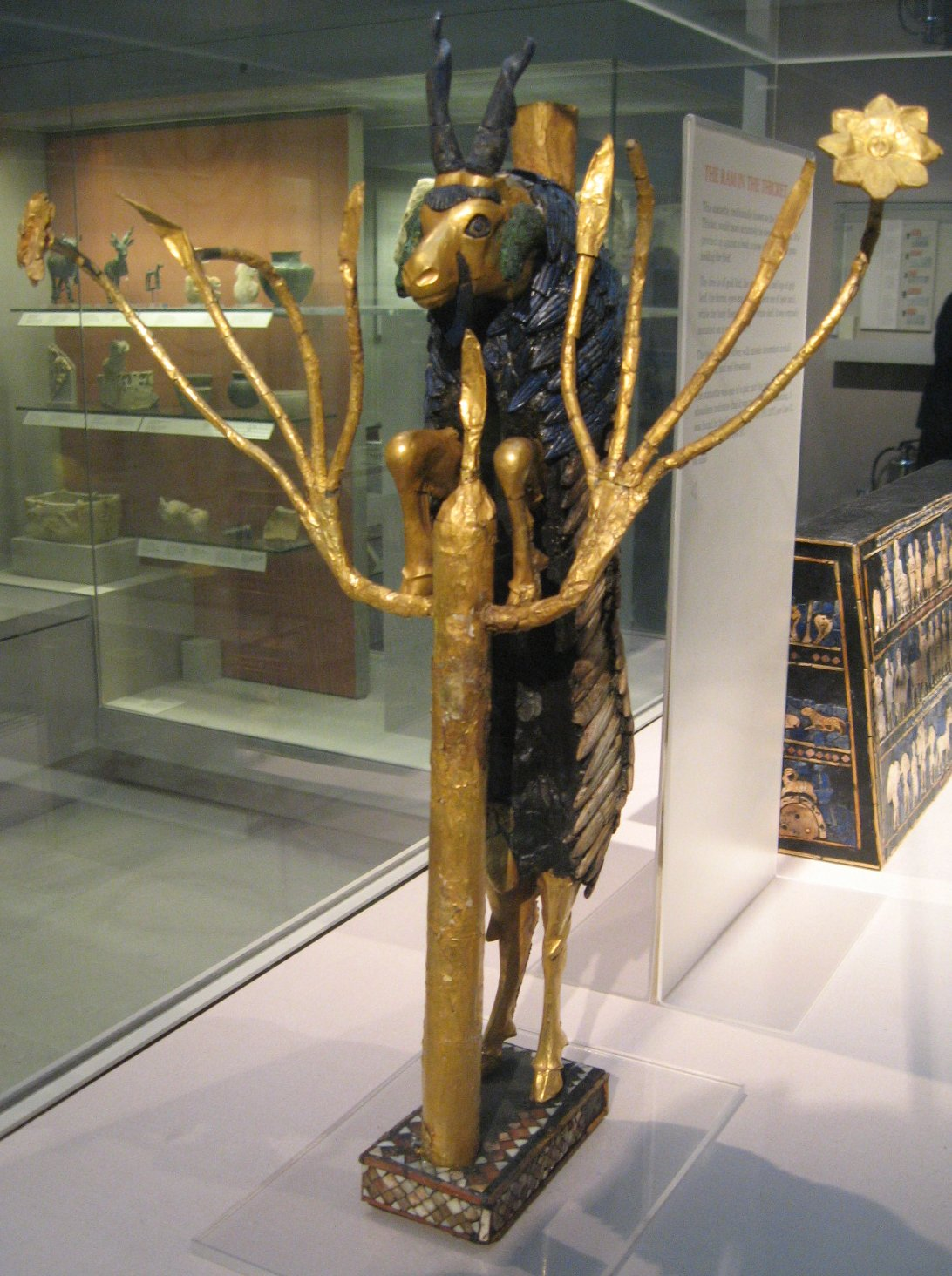
كبش في دغل، أور
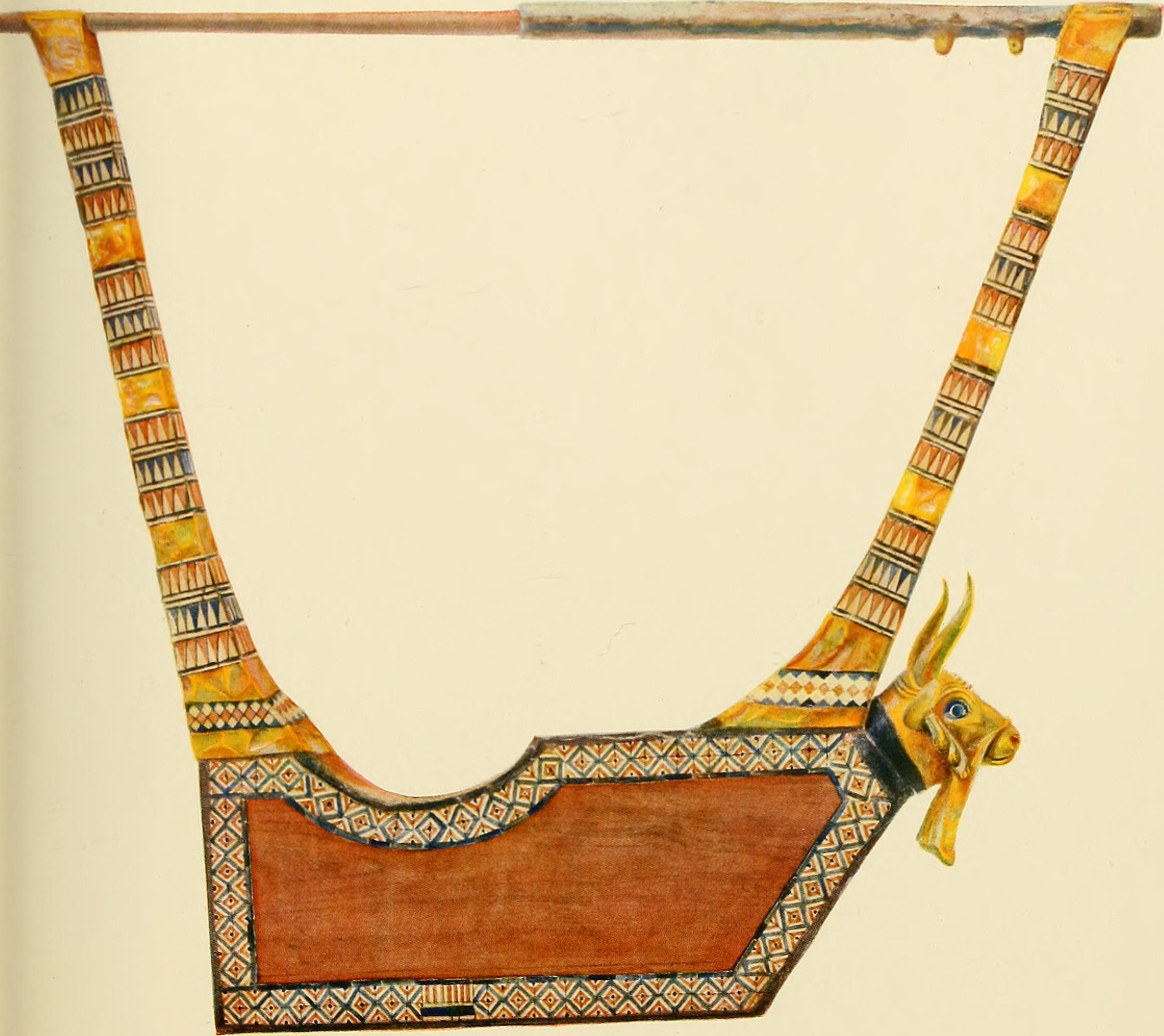
قيثارة الملكة من سجل وولي المنشور
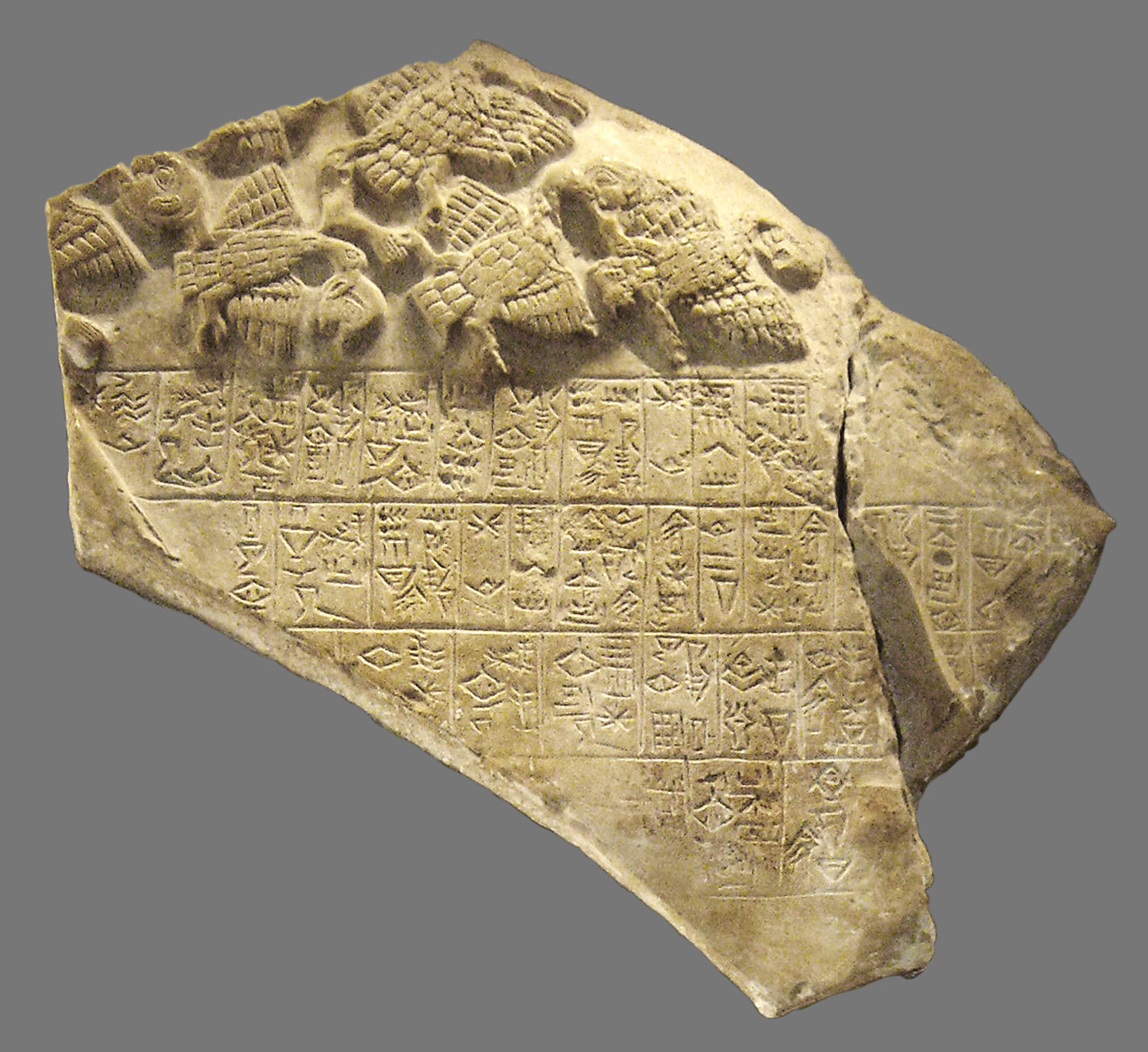
جزء من مسلة النسور، من 2600 إلى 2350 ق.م.
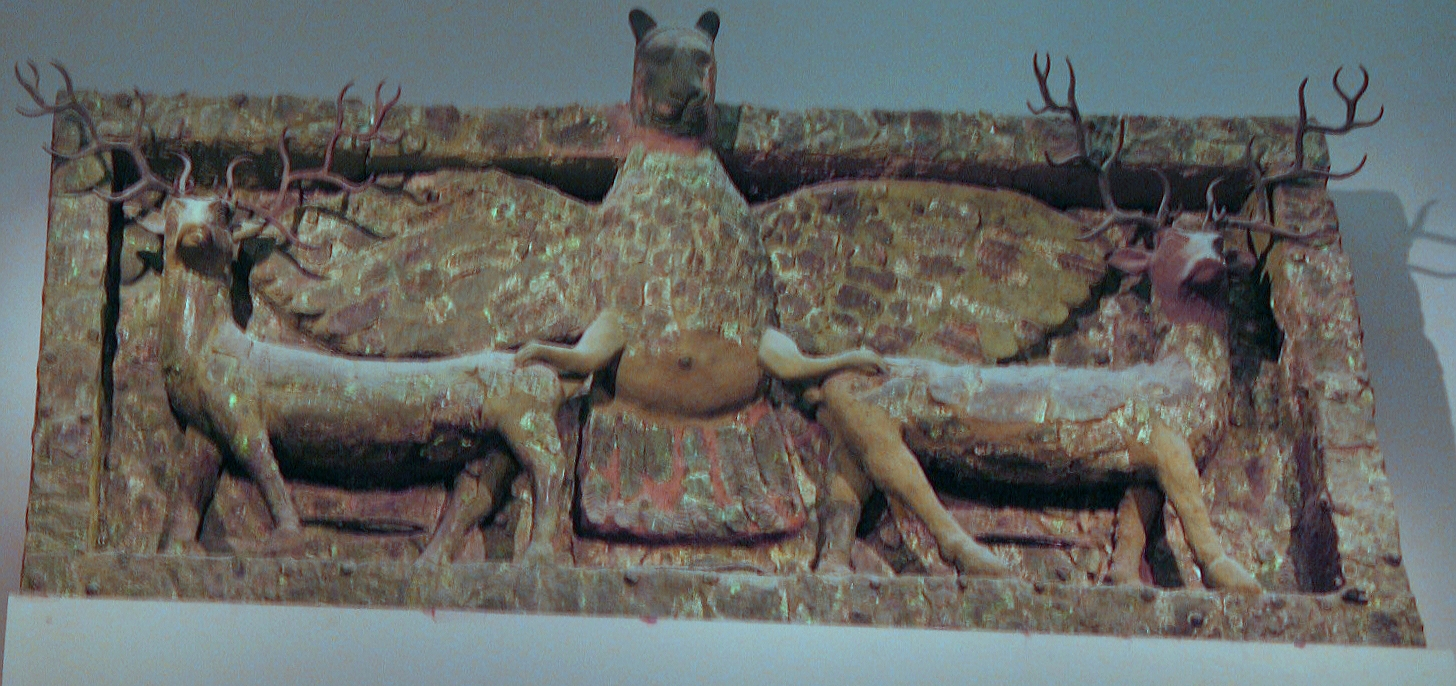
أسكفية تل العبيد النحاسية 2600-2400 ق.م
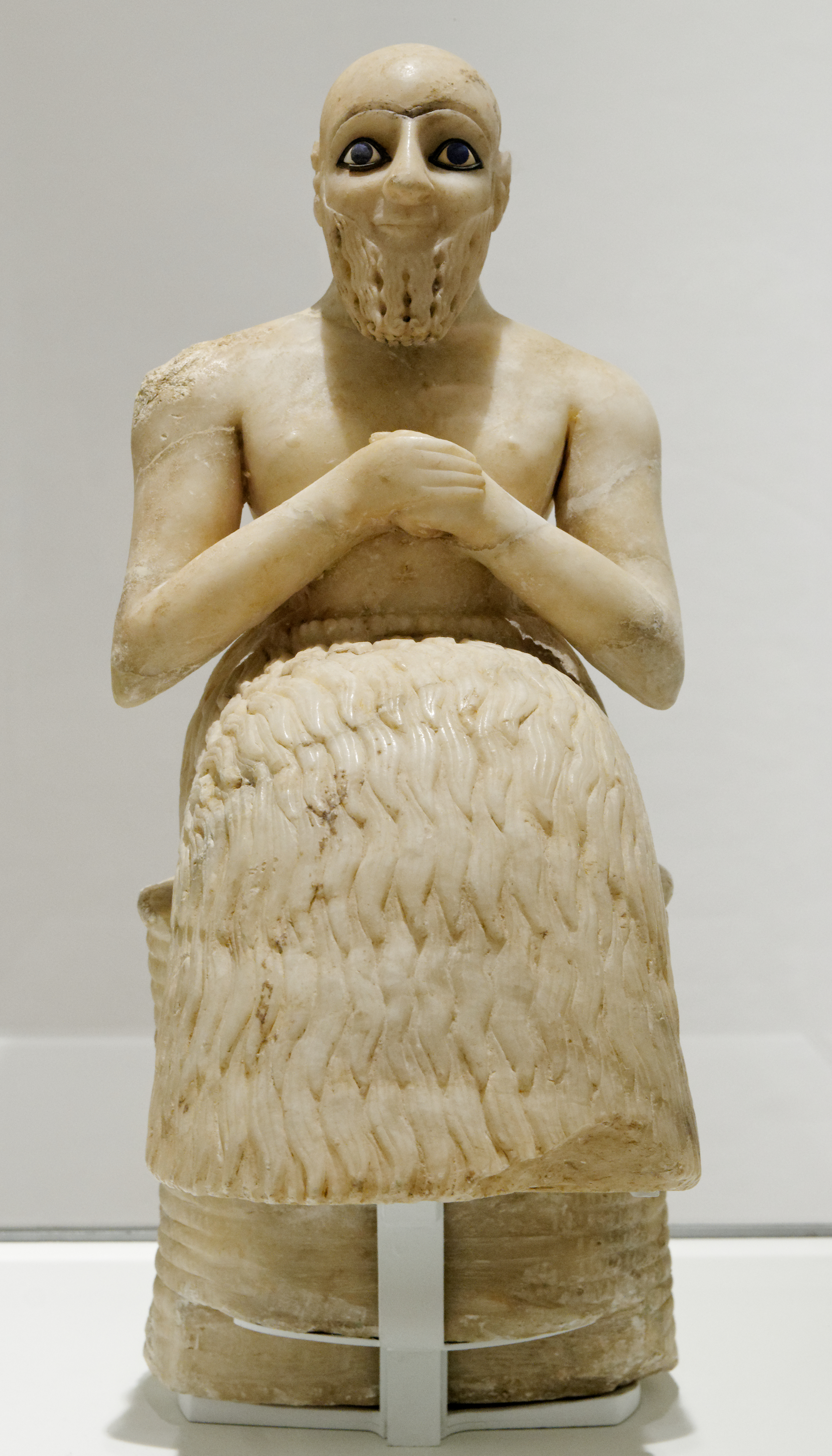
تمثال إبي
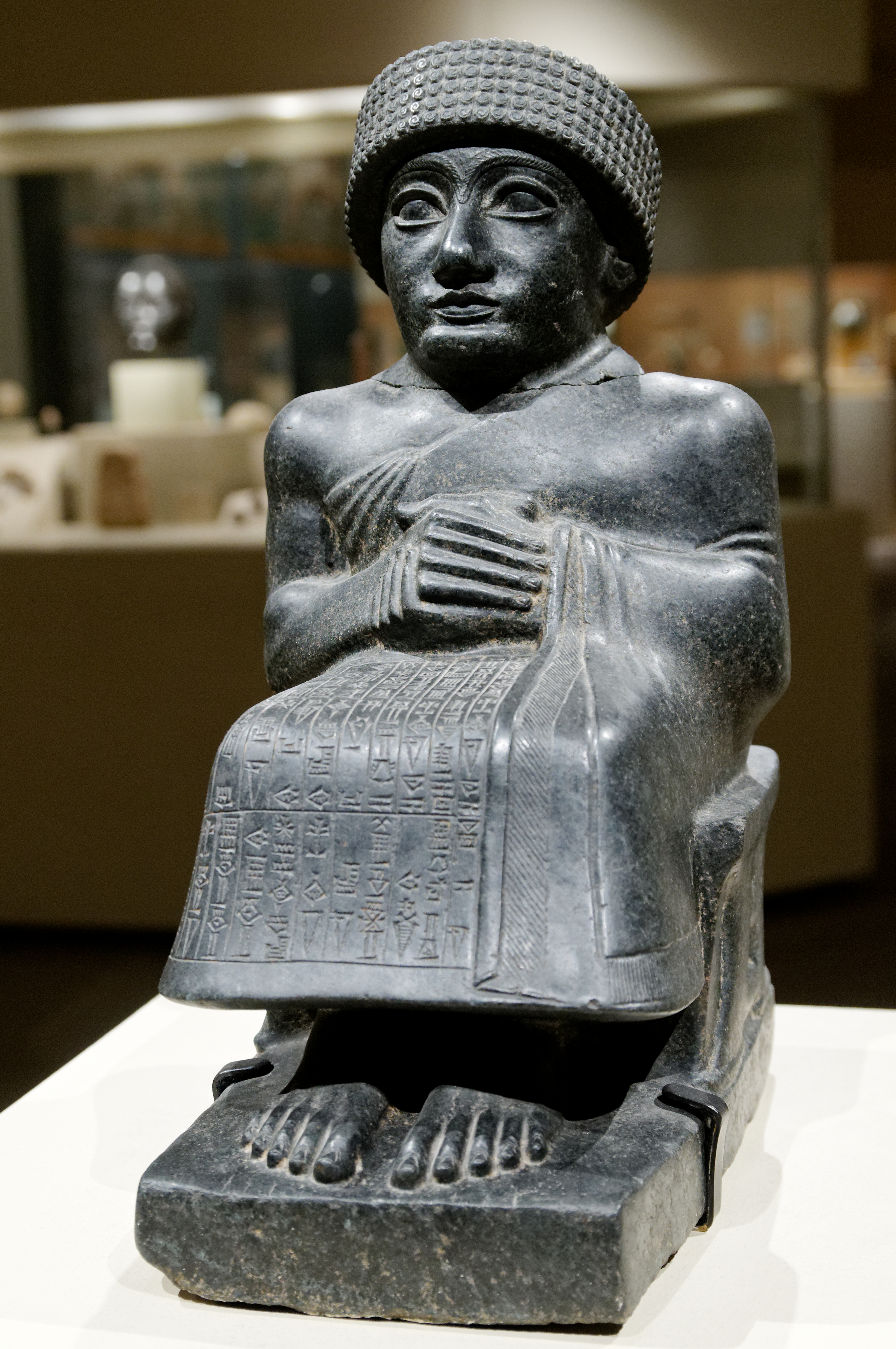
تمثال كوديا

## فترة الأكديين

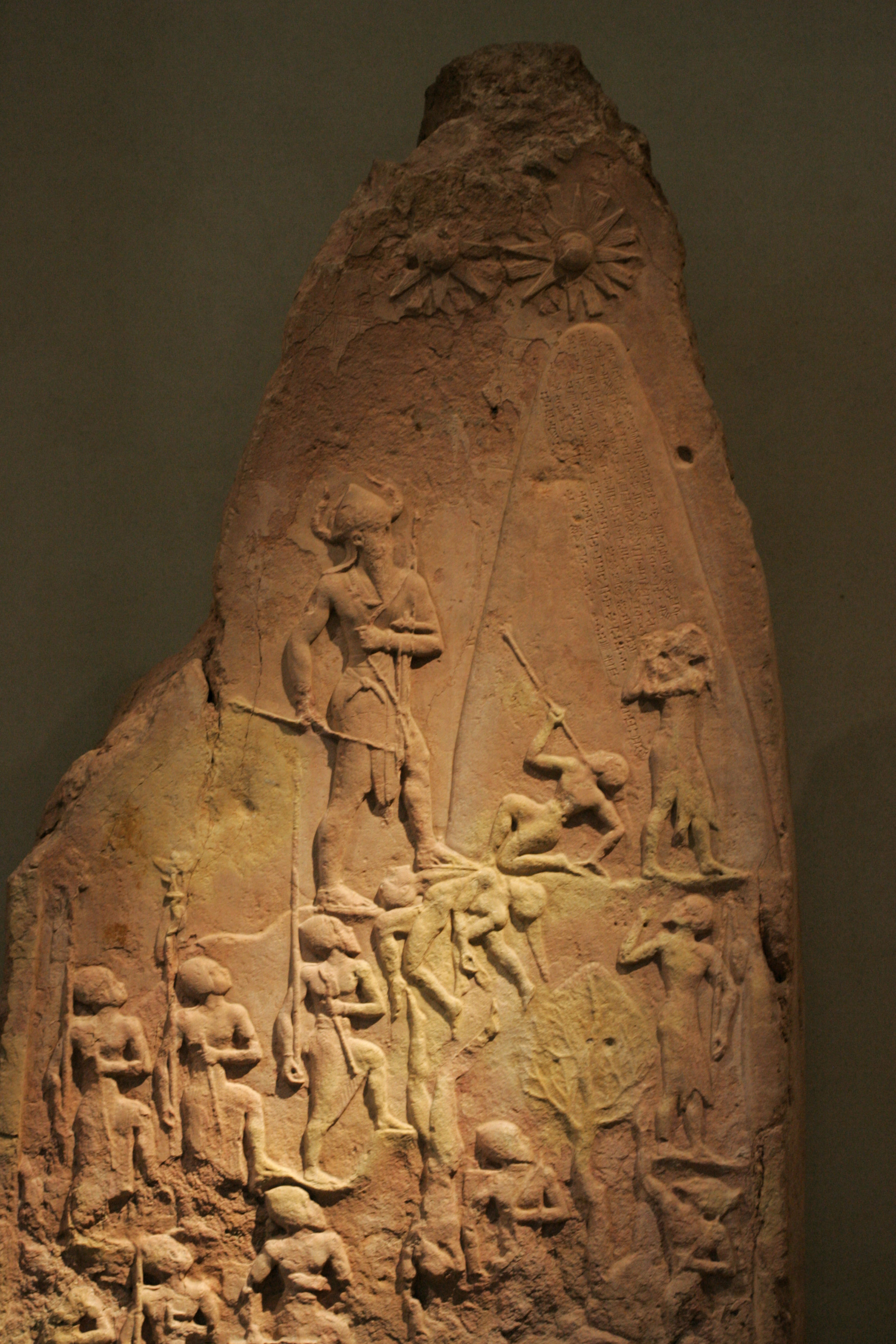
لوحة النصر التذكارية لنارام سين, 2254-2213 ق.م

الإمبراطورية الأكدية هي أول إمبراطورية في بلاد ما بين النهرين لم يكن حكمها يشمل فقط كل بلاد ما بين النهرين، بل مناطق أخرى كذلك في بلاد الشام، من حوالي 2271 إلى 2154 قبل الميلاد. والأكديون لم يكونوا سومريين، وتحدثوا بلغة سامية. في الفن كان هناك تركيز كبير على ملوك السلالة، وإلى جنب كبير لإستمرارية الفن السومري. في الأعمال الكبيرة والصغيرة مثل الأختام، فازدادت درجة الواقعية إلى حد كبير، ولكن الاختام تظهر "عالم قاتم من الصراع القاسي، من خطر وعدم اليقين، عالم حيث يتعرض فيه الإنسان دون إستئناف لأعمال غير مفهومة من الآلهة البعيدة الميخفة التي عليه خدمتها ولكن لا يستطيع أن يحبها، وظل هذا المزاج الكئيب... يميز فن بلاد ما بين النهرين.

## انظر أيضًَا
- عمارة بلاد ما بين النهرين
- أسد مهاجم من آشوربانيبال
- ديانة بلاد ما بين النهرين القديمة